# Terrestrial Defense Corp. Dai-Guard
Terrestrial Defense Corp. Dai-Guard (地球防衛企業ダイ・ガード?, Chikyū bōei kigyō Dai-Guard) è un anime televisivo di 26 episodi prodotto ed animato dalla Xebec, e diretto da Seiji Mizushima. L'anime è andato in onda dal 5 ottobre 1999 al 28 marzo 2000 su TV Tokyo.
In Italia "Dai-Guard" è stato commercializzato in VHS nel 2001 dalla Dynamic Italia. Qualche anno più tardi (gennaio 2005), la società trasformatasi in Dynit, ha riproposto la serie in 6 DVD.
È stato trasmesso nel 2006 su Rai Futura e dall'autunno 2009 sulla piattaforma satellitare di Sky dal canale Cooltoon. 
Avrebbe dovuto essere trasmesso anche in streaming su internet tramite il canale di YouTube della Dynit, con un nuovo episodio ogni lunedì disponibile per due settimane a partire dal 6 dicembre 2010 ma fu pubblicato solo il primo episodio: Dynit annunciò tramite un commento sullo stesso canale di YouTube che la trasmissione sarebbe stata interrotta a causa di un disguido indipendente dalla loro volontà. 
Da giugno 2011 Dynit ha ripreso a caricare gli episodi per due settimane sul proprio canale YouTube. Infine, a marzo 2013 sono stati pubblicati, senza limiti di tempo dichiarati, sul sito Popcorn TV.

## Trama
Tredici anni dopo la loro improvvisa sparizione, una razza aliena conosciuta come gli "Heterodyne" ritornano in superficie senza avvertimenti. Per combattere gli heterodyne, tre giovani impiegati della 21st Century Security Corporation entrano a bordo del Dai-Guard, un gigantesco robot di difesa, non più utilizzato per i suoi costi proibitivi. Sfortunatamente, Dai-Guard è in qualche modo obsoleto ed inutile allo scopo. I tre impiegati però faranno di tutto per salvare il mondo!

## Personaggi
- Shunsuke Akagi: 25 anni, idealista ed impulsivo, può esser considerato il cuore e i muscoli del Dai-Guard. Ama molto il suo lavoro e la missione che si è prefisso ed è sempre il più entusiasta dei tre piloti. Nonostante ciò riesce spesso e volentieri in più occasioni a mettersi nei guai, anche se sempre con le migliori intenzioni. Sempre attento a salvaguardare la vita dei civili.
- Ibuki Momoi: suo padre, uno scienziato che aveva previsto il ritorno della razza aliena, rimane ucciso durante il loro primo attacco. A partire da quel momento in poi Ibuki non desidera altro che vendicarsi contro gli Heterodynes; ed è per questo motivo che diventa il navigatore del Dai-Guard.
Ha un rapporto abbastanza contrastato col patrigno, che in un primo momento si mostra esser decisamente contrario alla sua scelta di diventar pilota: dopo aver scoperto la verità meno eroica del padre, dovrà affrontare a viso aperto i propri demoni personali e cercar di superarli. È un pignolo ossessionato dai dettagli.
- Keiichiro Aoyama: ingegnere circondato da un'aura un po' misteriosa, dopo aver portato a termine il lavoro che gli è stato affidato spesso scompare.
- Presidente Ookouchi: a capo del servizio difesa e sicurezza. In precedenza è stato ufficiale dell'esercito, oggi molto favorevole alla squadra Dai-Guard.
- Haruo Oosugi: capo supervisore del reparto pubbliche relazioni. Ha una personalità aperta ed affabile ed è sempre di aiuto al suo staff con preziosi consigli.
- Shinyu Yokozawa: vice di Oosugi, è sposato ed ha una figlia malaticcia.
- Noriko Ooyama: 28 anni, la più grande tra le ragazze che lavorano come dipendente all'ufficio di pubbliche relazioni, tanto che gli altri vedono la sua figura come quella di una sorella maggiore. Molto responsabile, è spesso preoccupata per il benessere di Akagi; lo assilla difatti circa il suo lavoro e la sua salute. Viene da Hiroshima.
- Chiaki Nakahara: 25 anni, molto timida, si agita facilmente. Nonostante ciò è sempre molto affidabile nel suo lavoro, essendo a capo del reparto contabilità. Ha anche una cotta per Aoyama.
- Fuuka Tanigawa: ragazza dalla personalità iperattiva, un po' pettegola.
- Shikuzu Irie: parla sempre con tono basso, quasi privo del tutto d'emozioni, riesce a mantenere in qualsiasi occasione un atteggiamento calmo; si fa notare per il suo sarcasmo.
- Tomoyoshi, Tomorou, Hirotaka: 27 anni, trio di impiegati di carattere semplice e fisicamente in sovrappeso. Si trovano bene a lavorare assieme: sono rispettivamente il responsabile del lavoro d'ufficio, il progettista e coordinatore e uno degli impiegati al reparto di pubbliche relazioni.
- Younei Sumida: capo del personale di terra responsabile della manutenzione del Dai-Guard, supervisiona le riparazioni del robot; il suo staff si occupa anche della creazione di nuove parti meccaniche ed armi da inserire. Viene visto spesso assistere Domeki, nei cui confronti nutre sentimenti amorosi.
- Rika Domeki: 17 anni, un'eccentrica ragazza nonché genio-bambino a capo della divisione tecnologica; è uno scienziato a tutti gli effetti e lei insiste sul fatto che gli altri le si rivolgano con l'appellativo di "professore".
- Shirou Shirota: ufficiale dell'esercito che viene assegnato come consulente tattico al team che si occupa del Dai-Guard. Molto severo in fatto di regolamenti, diverrà uno dei grandi sostenitori dei tre piloti e non esiterà a metter repentaglio la carriera per aiutarli.
- Toru Saeki: ex subalterno di Shirou, che viene in seguito assegnato nuovamente al gruppo che lo deve assistere

## Episodi
| Nº | Titolo italiano Giapponese 「Kanji」 - Rōmaji | In onda          | In onda       |
| Nº | Titolo italiano Giapponese 「Kanji」 - Rōmaji | Giapponese       | Italiano      |
| 1  | Il flagello venuto dagli abissi 「海から来た災厄」 - Umi kara kita saiyaku                                                                         | 5 ottobre 1999   | novembre 2006 |
| 2  | La grande battaglia notturna nell'Odaiba 「夜のお台場大攻防戦」 - Yoruno Odaiba daikōbōsen                                                         | 12 ottobre 1999  |               |
| 3  | Le motivazioni di un eroe 「ヒーローの現実」 - Hīrō no genjitsu                                                                                    | 19 ottobre 1999  |               |
| 4  | Malinconia di un'eroina 「ヒロインのゆううつ」 - Hiroin no yūutsu                                                                                  | 26 ottobre 1999  |               |
| 5  | L'impossibilità di inseguire il tramonto 「夕日に向かって走れない」 - Yūhi ni mukatte hashire nai                                                  | 2 novembre 1999  |               |
| 6  | La voce dei ricordi 「思い出は教えてくれた」 - Omoide wa oshie tekureta                                                                            | 9 novembre 1999  |               |
| 7  | Fire & Ice 「ファイヤー＆アイス」 - Fayā & aisu | 16 novembre 1999 |               |
| 8  | Una strana giornata 「奇妙な一日」 - Kimyō na tsuitachi                                                                                            | 23 novembre 1999 |               |
| 9  | Novità! Il Knot Buster! 「炸裂！ノットバスター！！」 - Sakuretsu! Notto Basutā!!                                                                   | 30 novembre 1999 |               |
| 10 | Uno stipendio adeguato agli eroi 「正義に見合う給料」 - Seigi ni miau kyūryō                                                                       | 7 dicembre 1999  |               |
| 11 | Certificato di malattia. Tokyo minacciata dagli Heterodyne! 「不在証明。二大ヘテロダイン東京襲撃」 - Fuzai shōmei。Ni dai heterodain Tōkyō shūgeki | 14 dicembre 1999 |               |
| 12 | La grande battaglia finale a Shinjuku di notte 「夜の新宿大決戦」 - Yoru no Shinjuku daikessen                                                     | 21 dicembre 1999 |               |
| 13 | I bene accetti e gli esclusi 「許される者 許されざる者」 - Yurusa reru mono yurusa rezaru mono                                                     | 28 dicembre 1999 |               |
| 14 | Il rapporto di Osugi 「大杉○秘レポート」 - Ōsugi hi repōto                                                                                         | 4 gennaio 2000   |               |
| 15 | Le nostre vite 「ぼくらはみんな生きている」 - Bokura wa minna ikiteiru                                                                             | 11 gennaio 2000  |               |
| 16 | Il Sole nei nostri cuori 「いつも心に太陽」 - Itsumo kokoro ni taiyō                                                                               | 18 gennaio 2000  |               |
| 17 | Dormire per sognare 「夢見るようにねむりたい」 - Yumemiru yō ni nemuritai                                                                          | 25 gennaio 2000  |               |
| 18 | Corri verso il domani 「明日に向かって走れ」 - Ashita ni mukatte hashire                                                                           | 1º febbraio 2000 |               |
| 19 | Il contratto bianco 「白の契約」 - Shiro no keiyaku                                                                                                | 8 febbraio 2000  |               |
| 20 | La promessa blu 「青の約束」 - Ao no yakusoku | 15 febbraio 2000 |               |
| 21 | Le false memorie 「偽りの記憶」 - Itsuwari no kioku                                                                                                | 22 febbraio 2000 |               |
| 22 | Per essere me stessa 「私が私であるために」 - Watashi ga watashi dearu tame ni                                                                     | 29 febbraio 2000 |               |
| 23 | Per quale causa combatti? 「守りたい物、なんですか？」 - Mamori tai mono, nandesuka?                                                               | 7 marzo 2000     |               |
| 24 | La cosa che copre il cielo 「空を覆うもの」 - Sora wo ōu mono                                                                                      | 14 marzo 2000    |               |
| 25 | Pensieri che si sovrappongono 「重なりゆく思い」 - Kasanari yuku omoi                                                                              | 21 marzo 2000    |               |
| 26 | Inno alla vittoria per il nostro avvenire 「明日への凱歌（最終回）」 - Ashita heno gaika (saishūkai)                                               | 28 marzo 2000    |               |

## Colonna sonora
Sigla di apertura
1. Rojiura no uchū shōnen dei The Cobratwisters (Ep. 2-25)

Sigle di chiusura
1. Hashire Hashire di Kyōko Endō (ep. 1-25)
2. Rojiura no uchū shōnen dei The Cobratwisters (ep. 26)